# Zadroega
Zadroega (Bulgaars: Задруга) is een dorp in het noordoosten van Bulgarije, gelegen in de gemeente Koebrat in de oblast Razgrad. Het dorp ligt ongeveer 35 km ten noorden van Razgrad en 287 km ten noordoosten van de hoofdstad Sofia.

## Bevolking
Op 31 december 2020 telde het dorp Zadroega 363 inwoners. Het aantal inwoners vertoont al tientallen jaren een dalende trend: in 1934 woonden er nog 956 personen in het dorp.
| Bevolkingsontwikkeling van Zadroega tussen 1934 en 2020 |
| ------------------------------------------------------- |
|                                                         |
| ■ Volkstellingen ■ Schatting                            |

In het dorp wonen grotendeels etnische Turken. In 2011 identificeerden 371 van de 434 ondervraagden zichzelf als etnische Turken, oftewel 85,5% van alle ondervraagden. De overige ondervraagden noemden zichzelf etnische Roma (38 personen, oftewel 8,8%) of etnische Bulgaren (25 personen - 5,8%).
| Etnische samenstelling van de respondenten (2011) | Etnische samenstelling van de respondenten (2011) | Etnische samenstelling van de respondenten (2011) | Etnische samenstelling van de respondenten (2011) | Etnische samenstelling van de respondenten (2011) |
| ------------------------------------------------- | ------------------------------------------------- | ------------------------------------------------- | ------------------------------------------------- | ------------------------------------------------- |
|                                                   |                                                   |                                                   |                                                   |                                                   |
| Bulgaren                                          | Bulgaren                                          |                                                   | 5,8%                                              | 5,8%                                              |
| Turken                                            | Turken                                            |                                                   | 85,5%                                             | 85,5%                                             |
| Roma                                              | Roma                                              |                                                   | 8,8%                                              | 8,8%                                              |
| Anders/Onbekend                                   | Anders/Onbekend                                   |                                                   | 0,0%                                              | 0,0%                                              |

Belovets - Bisertsi - Bozjoerovo - Goritsjevo - Kamenovo - Koebrat - Madrevo - Medovene - Ravno - Savin - Seslav - Sevar - Terter - Totsjilari - Joeper - Zadroega - Zvanartsi